# City Service
City Service ist eine Unternehmensgruppe und das Haupttochterunternehmen des litauischen Konzerns UAB ICOR. Das im Baltikum (seit 2006 in Lettland), Russland (seit 2006) und Polen (seit 2012) aktive Facilitymanagement-Unternehmen beschäftigte 2008 über 4.200 Mitarbeiter. Seit 2007 ist „City Service“ bei „NASDAQ OMX Vilnius“ börsennotiert. 2011 erzielte das Unternehmen einen Umsatz von 158,65 Mio. Euro (547,8 Mio. Litas). 2015 plant man in der Warschauer Wertpapierbörse präsent zu sein.

## Vorstand
Im Vorstand sitzen Andrius Janukonis (Vorsitzender), Gintautas Jaugielavičius, Darius Leščinskas und Žilvinas Lapinskas.